# Darío Brizuela
Darío Brizuela est un joueur professionnel espagnol de basket-ball né le 8 novembre 1994 à Saint-Sébastien en Espagne.

## Biographie

### Carrière en Espagne
Né à Saint-Sébastien, Darío Brizuela, issu d'une famille de basketteurs, commence le basket-ball dans le club de sa ville natale, le CB Easo de San Sebastián. Il rejoint en 2011  la formation de l'Estudiantes Madrid avec lequel il va évoluer pour la première fois en championnat d'Espagne lors de la saison 2012-2013.
Il est prêté pour la saison 2014-2015 au CB Peñas Huesca. En juillet 2016, il signe une extension de contrat avec l'Estudiantes jusqu'en 2019.
En juillet 2019, le Valence Basket Club offre un contrat à Darío Brizuela. L'Estudiantes s'aligne sur la proposition du club valencien et conserve son joueur. En décembre 2019, Brizuela quitte l'Estudiantes, alors dernier du championnat et ayant des problèmes financiers, pour rejoindre l'Unicaja Málaga qui paie une indemnité de 250 000 euros. Le joueur dispose d'un contrat jusqu'en 2023. En avril 2023, après avoir remporté la coupe du Roi, il prolonge jusqu'en 2026 son contrat avec le club andalou,.
Trois mois plus tard, Brizuela est contacté par le FC Barcelone. L'Unicaja Malaga refuse de négocier un transfert et le joueur rejoint le FC Barcelone après le paiement du montant de la clause libératoire du Basque estimée à environ 1 million d'euros. Brizuela s'engage ainsi jusqu'en 2026 avec « le club de son père et de sa famille »,,. Il dispute son premier match sous le maillot catalan à l'occasion de la demi-finale de la Supercoupe d'Espagne à l'été 2023. Lors de ce match perdu contre le Real Madrid, Brizuela est contraint de sortir du terrain au bout de 53 secondes de jeu après avoir reçu un coup sur la tête.

### Carrière en équipe nationale
Darío Brizuela est sélectionné en équipe nationale des moins de 16 ans, des moins de 19 ans et des moins de 20 ans. Dans cette dernière catégorie, il est finaliste du championnat d'Europe en 2014.
Il fait partie de la sélection espagnole constituée pour le Championnat d'Europe en 2022. L'équipe d'Espagne remporte cette compétition après avoir dominé la France en finale. Il est ensuite sélectionné pour la Coupe du monde 2023 où l'Espagne termine neuvième.
Il fait partie de la sélection espagnole pour les Jeux olympiques de 2024. L'Espagne se classe dixième du tournoi olympique.

## Palmarès

### En club
- Vainqueur de la coupe du Roi en 2023.

### En sélection
En catégorie moins de 20 ans :
- Médaille d'argent au Championnat d'Europe des moins de 20 ans en 2014.

En sélection nationale :
- Médaille d'or au Championnat d'Europe en 2022.